# قطب‌نمای گردش‌سنج

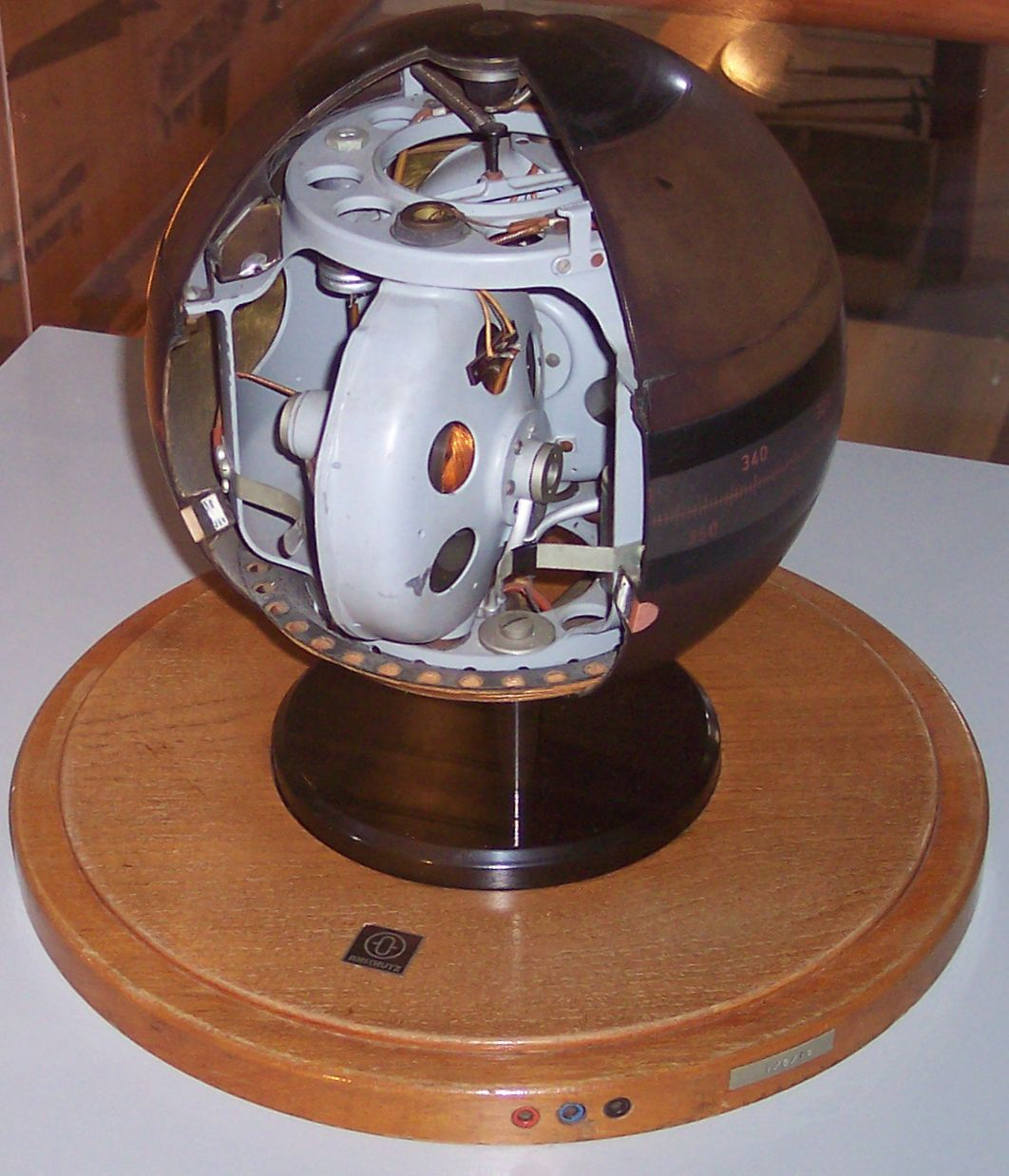
درون قطب‌نما

قطب‌نمای گردش‌سنج (انگلیسی: Gyrocompass) یا قطب‌نمای غیرمغناطیسی قطب‌نمایی است که دارای گردش‌سنجی است. این وسیله قطب جغرافیایی و نه قطب مغناطیسی زمین را نشان می‌دهد.